# Luke Daniels
Luke Daniels (Bolton, 5 gennaio 1988) è un ex calciatore inglese, di ruolo portiere.

## Carriera

### Club
Conta 29 presenze nella seconda divisione inglese distribuite in quattro stagioni, 2 presenze nella prima divisione scozzese e una presenza nella prima divisione inglese.

### Nazionale
Ha giocato nelle nazionali giovanili inglesi Under-18 ed Under-19.